# Õ
Õ ، õ یکی از نویسه‌های لاتین است، آمیزه‌ای از یک O و مدکی بر فراز آن.

## کاربردها
- در زبان استونیایی Õ بیست‌وچهارم حرف الفبا می‌باشد و صدای [ɤ] می‌دهد. پیشتر این واکه با Ö نشان داده‌می‌شد، ولی در آغاز سدهٔ نوزدهم میلادی Õ جایگزین آن شد.
- در زبان پرتغالی Õ حرف مستقلی نیست و صدای [õ] می‌دهد.
- در زبان ویتنامی این حرف صدای [ɔ] را می‌رساند.
- Õ بیست‌وپنجمین حرف الفبای وورو می‌باشد و آوای [ɤ] را می‌رساند.